# 蘇切斯湖

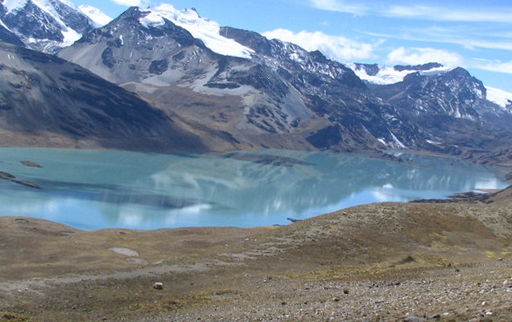

14°46′05″S 69°16′19″W / 14.76806°S 69.27194°W
蘇切斯湖（西班牙語：Laguna Suches），是南美洲的湖泊，位於玻利維亞的拉巴斯省和秘魯的普諾大區，處於安第斯山脈的阿波洛班巴山脈地區，長13.1公里、寬1.8公里，面積14.2平方公里，海拔高度4,605米。